# Technikum nr 7 w Warszawie
Technikum nr 7 w Warszawie – publiczna szkoła średnia, mieszcząca się przy ulicy Szczęśliwickiej 56 w dzielnicy Ochota. Najstarsza średnia szkoła techniczna w Polsce. Przez wiele lat nosiła nazwę Technikum Kolejowego i pod tą nazwą zapisała się w pamięci wielu pokoleń. Wchodzi w skład Zespołu Szkół im. inż. Stanisława Wysockiego, d. „Kolejówka”.

## Szkoła obecnie
Uczniowie technikum kształcą się w 7 zawodach:
- technik urządzeń i systemów energetyki odnawialnej
- technik elektroenergetyk transportu szynowego
- technik transportu kolejowego
- technik elektryk
- technik mechatronik
- technik spedytor
- technik logistyk

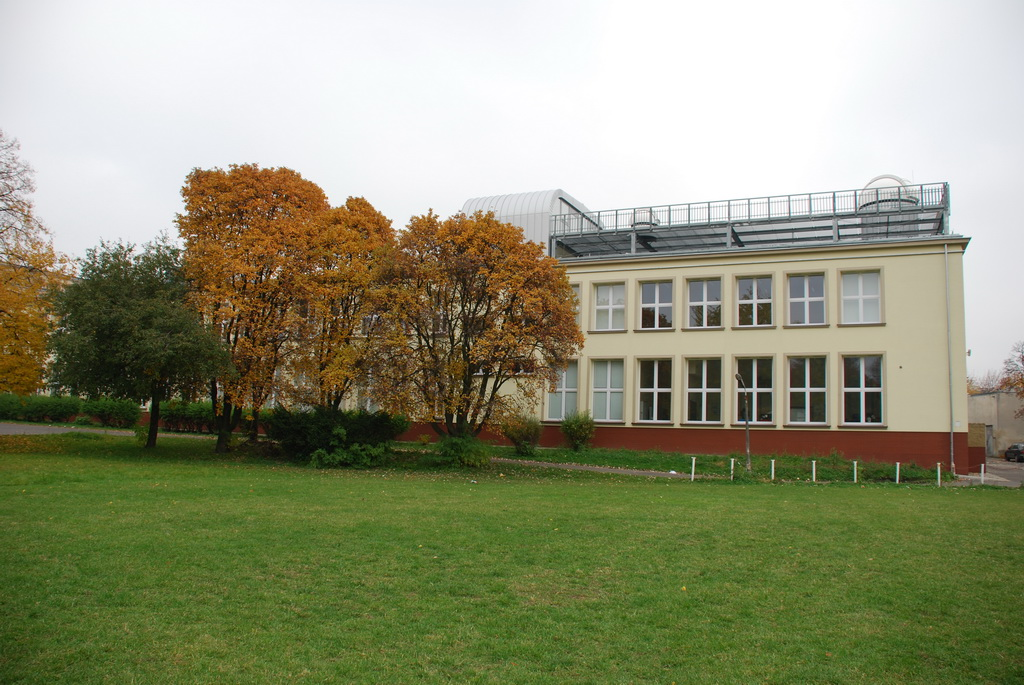
Obserwatorium astronomiczne na dachu szkoły

Kształcenie zawodowe prowadzone jest we współpracy z przyszłymi pracodawcami, absolwenci przygotowani są na bieżące potrzeby rynku pracy. W celu budowania relacji uczeń – pracodawca szkoła rozpoczęła w 2020 r. organizację cyklicznego wydarzenia pod nazwą Targi Praktyk Zawodowych i Ochockie Targi Pracy. W kształceniu szkołę wspierają partnerzy: Koleje Mazowieckie, Metro Warszawskie, Polskie Linie Kolejowe, Polskie Towarzystwo Miłośników Astronomii, PKP Cargo, PKP Intercity, Stowarzyszenie Elektryków Polskich, Szybka Kolej Miejska, Tramwaje Warszawskie i Wyższa Szkoła Ekologii i Zarządzania w Warszawie.
Uczniowie biorą udział w ogólnopolskich konkursach zawodowych z zakresu mechatroniki, energii odnawialnej i logistyki. Wielokrotnie zajmowali w nich czołowe miejsca i wygrywali indeksy na renomowane polskie uczelnie.
Szkoła posiada znakomitą bazę dydaktyczną. Działa obserwatorium astronomiczne z dwoma teleskopami zwierciadlanymi produkcji amerykańskiej: jednym do obserwacji Słońca i drugim tzw. księżycowym do obserwacji gwiazd, planet i powierzchni Księżyca. Aula szkolna umożliwia wystawianie spektakli teatralnych, projekcje filmowe i organizowanie spotkań. Zbiory skomputeryzowanej biblioteki liczą 31.800 książek. Zamknięta strzelnica (z sześcioma stanowiskami) umożliwia prowadzenie zajęć dydaktycznych, pozalekcyjnych i zawodów w strzelaniu z wiatrówek.
Uczniowie mogą wybierać z bogatej oferty zajęć pozalekcyjnych. Są prowadzone zajęcia sportowe, Klub Młodego Odkrywcy "Chempo" i różnorodne koła zainteresowań: geograficzne, astronomiczne, szachowe, energetyki odnawialnej, mechatroniczne, języków obcych i miłośników kolei. Realizowane są szkolne misje balonowe oraz międzynarodowe, ogólnopolskie i szkolne projekty o tematyce kosmicznej m.in. European Astro Pi – Misja laboratorium kosmiczne (2019, 2020), CREDO – Łowcy cząstek kosmicznych (2019), Sally Ride EarthKAM (2019).

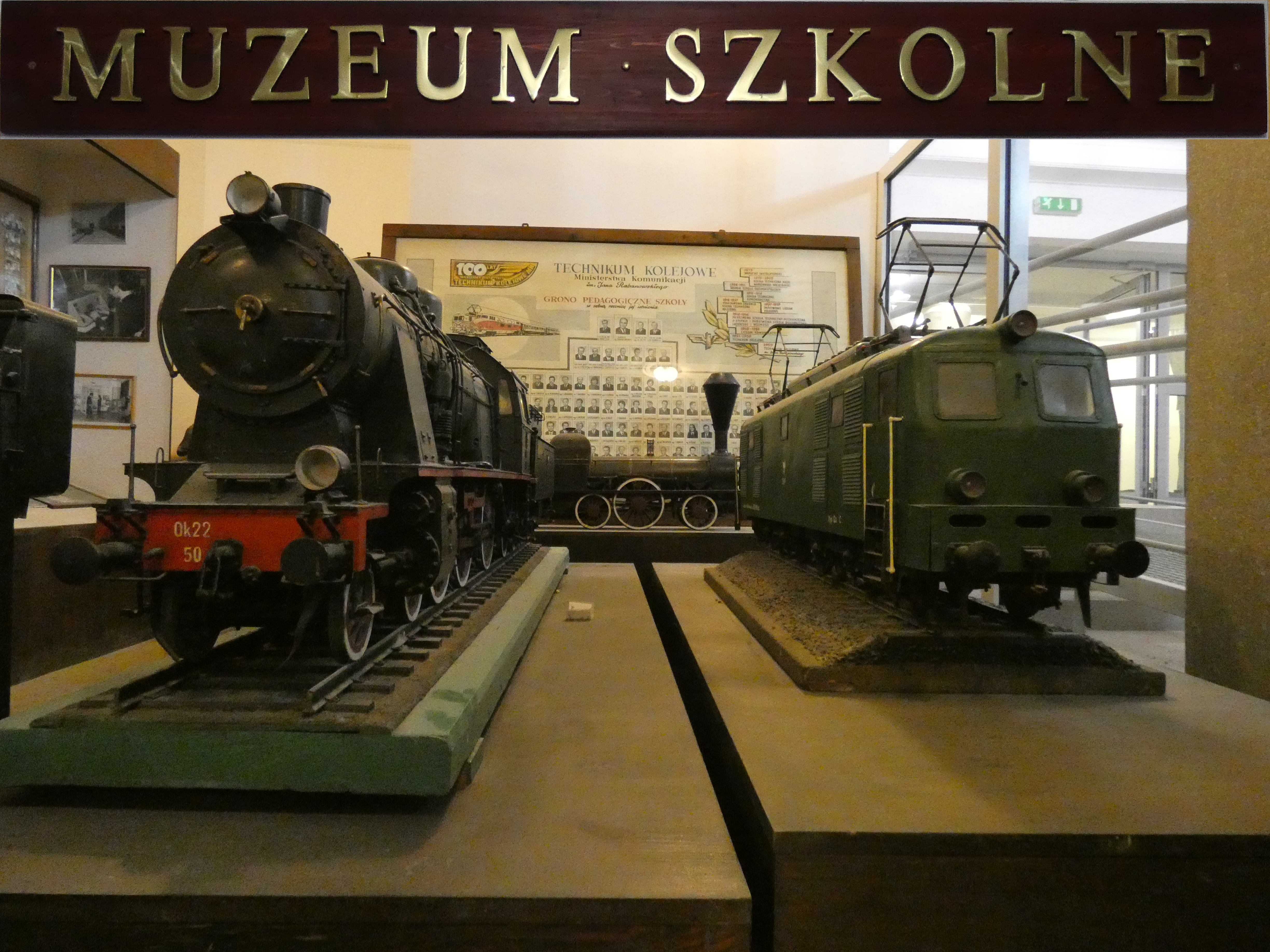
Muzeum Szkolne

Uczniowie systematycznie doskonalą umiejętności językowe w ramach programu „Kolej na kulturę” podczas spektakli anglojęzycznych wystawianych przez TNT British Theatre, licznych warsztatów językowych w ramach programu edukacyjnego Nauka Bez Granic (Learning Without Borders) i projektów językowych w ramach programu eTwinning. Działa szkolny wolontariat – kilkudziesięcioosobowa grupa uczniów poświęca swój wolny czas dla dzieci, seniorów i prowadzi akcje m.in. na rzecz ochrony środowiska.
Uczniowie (i rodzice) przez 10 godzin dziennie mogą korzystać z porad szkolnych psychologów i pedagoga. Zapewniona jest również stała opieka pielęgniarska. W szkole istnieje Muzeum Szkolne, od 2018 r. uczestniczące w imprezie Noc Muzeów.

## Historia
Najwcześniejsze wzmianki o początkach szkoły pochodzą z roku 1872, kiedy to powstał pomysł utworzenia szkoły zawodowej dla młodych robotników. W 1873 r. Zarząd Drogi Żelaznej Warszawsko-Wiedeńskiej, z inicjatywy znanego warszawskiego bankiera i działacza społecznego Leopolda Kronenberga, utworzył (przy działających już od prawie 30 lat warsztatach mechanicznych kolei) Warsztat Instruktorski. Kształcił on początkowo 90 praktykantów w wieku 18–25 lat na maszynistów, mechaników i majstrów warsztatowych.
W sierpniu 1875 r. rosyjski minister komunikacji ustawowo powołał do życia Szkołę Techniczną Warszawsko-Wiedeńskiej Kolei Żelaznej. Uczniami szkoły mogli być tylko poddani rosyjscy. Kandydaci do szkoły musieli wykazywać się znajomością głównych zasad religijnych oraz posiadać umiejętność czytania i pisania w językach polskim i rosyjskim, znać cztery działania arytmetyczne, a także orientować się w zakresie obowiązujących miar i wag. Uczniowie uzyskiwali prawa pracowników kolei, mieli zapewnione bezpłatne podręczniki, opiekę lekarską. Uczono arytmetyki, rysunków, religii, języków: polskiego i intensywnie rosyjskiego, potrzebnego do podjęcia pracy.

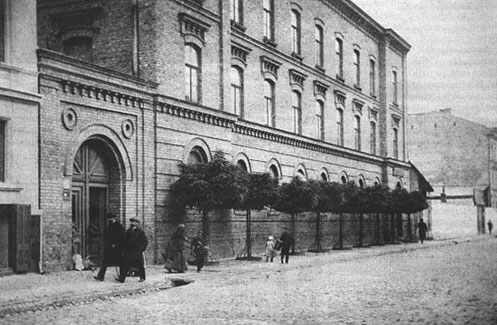
Budynek szkoły przy ul. Chmielnej 88

Szkoła, umieszczona w nieistniejącym dziś budynku przy ul. Chmielnej 88 posiadała jeszcze charakter rzemieślniczy, ale w miarę rozwoju uzyskała poziom właściwej średniej szkoły technicznej, poziom bodajże najwyższy w porównaniu z innymi uczelniami tego typu w ówczesnej Rosji.
W czerwcu 1908 r. na skutek decyzji władz rosyjskich Szkoła Techniczna Warszawsko-Wiedeńskiej Kolei Żelaznej uległa rozwiązaniu. Nie była to jednak przerwa w dziejach szkoły, a jedynie spowodowała dość istotną zmianę w jej charakterze. Rada Zarządzająca Kolei Warszawsko-Wiedeńskiej otworzyła bowiem Średnią Szkołę Ogólnokształcącą, 6-klasową z dodatkową klasą siódmą, z polskim językiem wykładowym. Była to de facto szkoła ogólnokształcąca, z dużym naciskiem na przedmioty matematyczno-fizyczne  i z elementami nauki zawodu kolejarza. Prowadzono zawodowe zajęcia praktyczne w warsztatach. W takiej formie szkoła działała w latach 1908–1914.
Po wybuchu pierwszej wojny światowej w końcu sierpnia 1914 r. w obliczu ofensywy niemieckiej i zagrożenia Warszawy władze rosyjskie nakazały ewakuację szkoły do Wilna. Tylko jednak personel rosyjski zastosował się do tego zarządzenia. Dalszy bieg działań na froncie spowodował wstrzymanie ewakuacji szkoły i zajęcia w Warszawie trwały dalej mimo huku dział niemieckich. Perturbacje związane z ewakuacją placówki spowodowały, że nowy rok szkolny rozpoczęto dopiero w listopadzie 1915 r. w Moskwie, gdzie ostatecznie znaleziono lokum. Moskwa była siedzibą szkoły w latach 1915–1918. W ostatnim roku, po rewolucji 1917 r., możliwe było wprowadzenie języka polskiego.

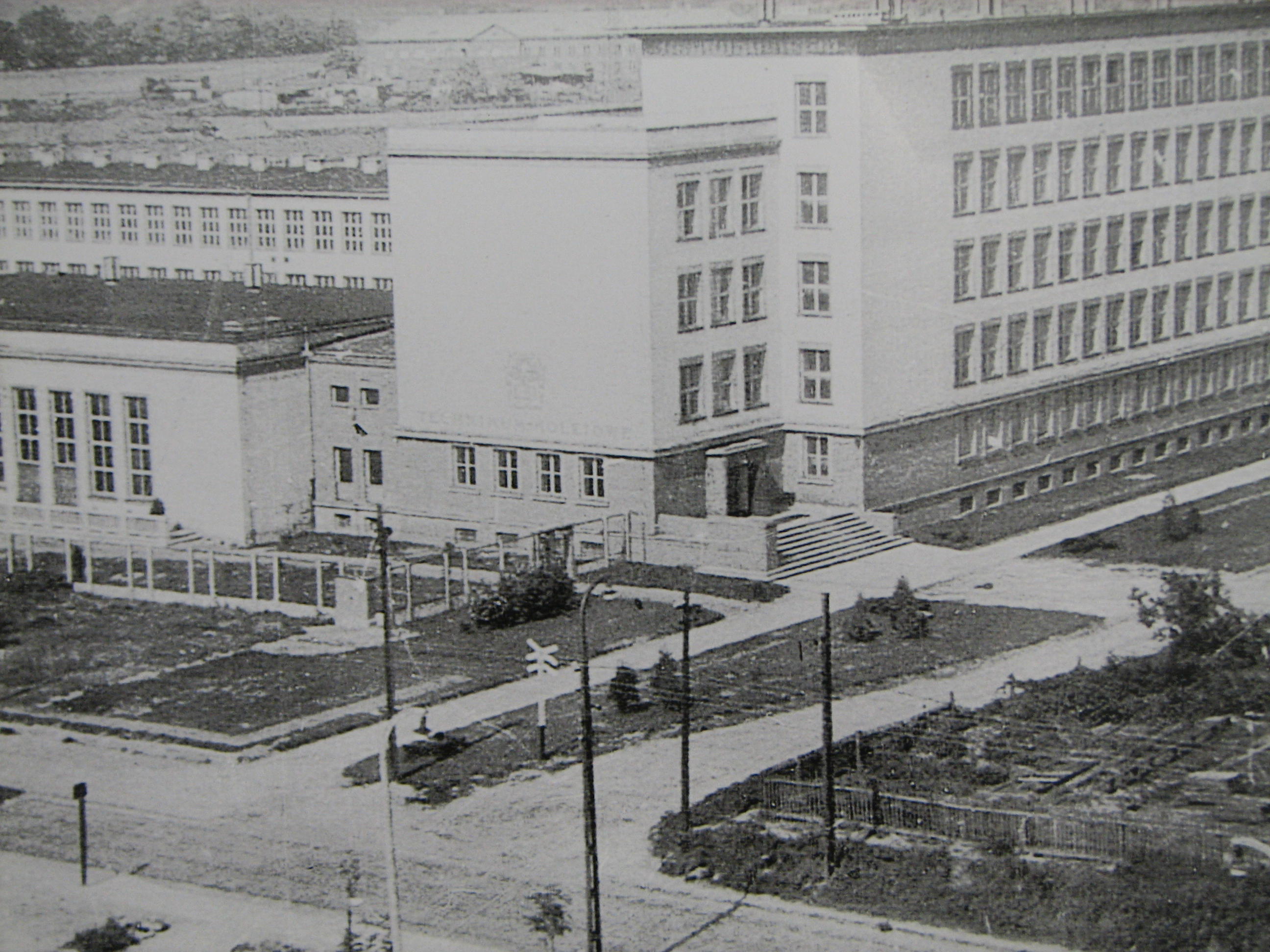
Nowy budynek szkoły przy ul. Szczęśliwickiej 56

W okresie międzywojennym o prawo nauki w Państwowej Średniej Szkole Technicznej Kolejowej ubiegało się 3–4. krotnie więcej kandydatów niż wynosił limit miejsc. Pierwszeństwo przy przyjęciu przysługiwało synom pracowników kolejowych. Zawód kolejarza cieszył się dużym szacunkiem i uznaniem w społeczeństwie, co powodowało duży napływ chętnych do nauki. Nauka na każdym wydziale (mechaniczno-elektryczny, drogowo-budowlany i eksploatacyjny) trwała cztery lata. Uczniowie odbywali corocznie podczas wakacji praktyki zawodowe na kolei.
W latach 1924–1925 przebudowano i rozbudowano budynek szkoły przy ul. Chmielnej 88/90, aby pomieścić 1000 uczniów.
We wrześniu 1939 r. budynki szkolne, trafione bombami, uległy zniszczeniu w ok. 2/3. Zajęcia wznowiono 1 kwietnia 1940 dzięki pracy nauczycieli oraz wychowanków przy usuwaniu gruzów, naprawach i adaptacji pomieszczeń szkolnych.
W styczniu 1941 r. szkoła została podzielona na dwie odrębne jednostki organizacyjne. Przy ul. Chmielnej działała Państwowa Szkoła Techniczno-Mechaniczna, przy ul. Koszykowej 55 Państwowa Szkoła Budownictwa Lądowego i Wodnego. Realizowano tajne nauczanie. W warsztatach szkolnych przy ul. Chmielnej produkowano broń dla partyzantki m.in. zamki do pistoletów maszynowych sten. Mimo ponawianych rewizji hitlerowcy nie natrafili na ślad tej konspiracyjnej działalności.
Po II wojnie światowej szkoła rozpoczęła zajęcia już 15 marca 1945 r. jako pierwsza w lewobrzeżnej Warszawie. Było to możliwe dzięki pracy nowego dyrektora Aleksandra Uzarowicza i nauczycieli, którzy w krótkim czasie przygotowali sale szkolne w zniszczonym budynku. Dobudowano również prowizoryczny barak na podwórzu.
Mijały kolejne lata, szkoła wielokrotnie zmieniała nazwę, programy nauczania i specjalności kształcenia.

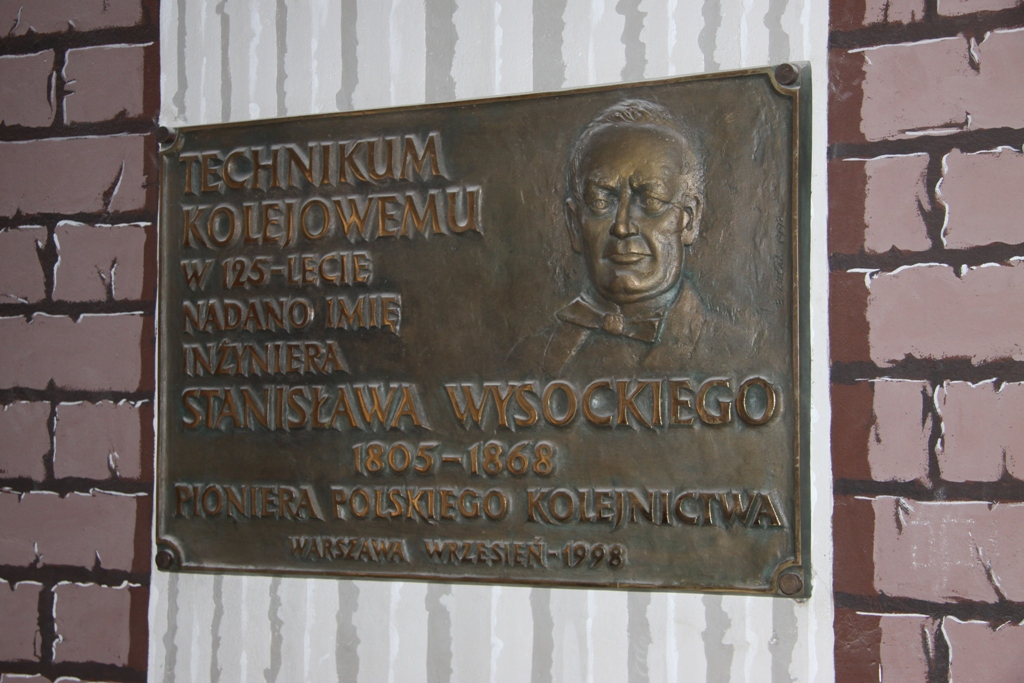
Tablica z płaskorzeźbą inż. Stanisława Wysockiego

7 września 1953 r. Technikum Kolejowe Ministerstwa Komunikacji rozpoczęło zajęcia w nowym budynku przy ul. Szczęśliwickiej 56 (IV piętra, kubatura 77 000 m³) zaprojektowanym przez architekta inż. Jana Golińskiego, w 1955 r. zostały oddane sale gimnastyczne, w 1960 r. aula. Dwa lata później otwarto użytku internat dla 500 uczniów.
Od 1 września 1978 technikum stało się częścią składową Zespołu Szkół Zawodowych Dyrekcji Generalnej PKP, od 1994 r. Zespołu Szkół Kolejowych.
W latach 1959–1990 nosiło imię inż. Jana Rabanowskiego, wieloletniego ministra resortu komunikacji.
W 1998 r. Technikum Kolejowe otrzymało innego patrona – znalazło się w Zespole Szkół Kolejowych im. inż. Stanisława Wysockiego – projektanta i naczelnego inżyniera budowy Kolei Warszawsko-Wiedeńskiej. Podczas uroczystego nadania imienia odsłonięto w budynku szkolnym na I p. tablicę z płaskorzeźbą inż. Stanisława Wysockiego, autorstwa Eugeniusza Kozaka.
W 2001 r. Zespół Szkół Kolejowych im. inż. Stanisława Wysockiego zmienił nazwę na Zespół Szkół im. inż. Stanisława Wysockiego d. „Kolejówka”.
Z dniem 1 września 2002 przekształcono Technikum Kolejowe w obecne Technikum nr 7.

## Dyrektorzy
- 1873–1875 inż. Jan Pietraszek
- 1875–1876 mgr Wojciech Grochowski
- 1876–1882 inż. Ludwik Wojno
- 1882–1885 inż. Jan Morozewicz
- 1885–1908 Eugeniusz Łopuszyński
- 1908–1912 inż. Władysław Kaliński
- 1912–1918 Stefan Kwaśnikow
- 1915–1929 inż. Wacław Gniazdowski
- 1929–1934 inż. Edmund Burzacki
- 1934–1941 inż. Michał Ślusarski
- 1941–1944 inż. Edward Warchałowski
- 1945–1965 mgr inż. Aleksander Uzarowicz
- 1965–1970 inż. Wiktor Lisica
- 1970–1971 mgr Urszula Pruchnowa
- 1971–1987 mgr Zbigniew Korzybski
- 1987–2007 mgr Jerzy Staniszewski
- 2007–2019 mgr inż. Zbigniew Chałas
- od 2019 mgr Agnieszka Borkowska-Gut

## Uczniowie i absolwenci (m.in.)
- Teodor Cetys (1908–1993) – inżynier budownictwa lądowego, spadochroniarz-cichociemny AK zrzucony w kwietniu 1942 r. – absolwent Państwowej Średniej Szkoły Technicznej Kolejowej z 1927 r.
- Zygmunt Choromański (1892–1968) – biskup warszawski, sekretarz episkopatu
- Eugeniusz Czykwin – polityk, poseł na Sejm PRL i RP, dziennikarz, działacz społeczności prawosławnej – ukończył Technikum Kolejowe w 1968 r.[3]
- Mieczysław Dąbkowski (1880–1946) – inżynier, żołnierz Legionów Polskich, generał brygady, uczestnik kampanii wrześniowej 1939 r. – absolwent Szkoły Technicznej Warszawsko-Wiedeńskiej Kolei Żelaznej z 1900 r.
- Mirosław Drabiuk (1955–2021) – ksiądz prawosławny, mitrat, doktor teologii, przez 45 lat proboszcz parafii Częstochowskiej Ikony Matki Bożej w Częstochowie, autor książki „Cudotwórcza Częstochowska Ikona Matki Boskiej” – ukończył Technikum Kolejowe w 1974 r.
- Konstanty Ildefons Gałczyński (1905–1953) – poeta – był w roku szkolnym 1913–1914 uczniem klasy 1 Średniej Szkoły Ogólnokształcącej z elementami nauki zawodu kolejarza
- Bronisław Gniazdowski (1901–1990) – malarz, od 1945 r. do śmierci zamieszkały w  Kluczborku, jeden z założycieli tamtejszego muzeum – absolwent Państwowej Średniej Szkoły Technicznej Kolejowej z 1922 r. (prywatnie syn dyrektora Wacława Gniazdowskiego)[4]
- Jerzy Gołębiewski – ksiądz rzymskokatolicki, prałat, doktor teologii, Wikariusz Biskupi Diecezji Warszawsko-Praskiej, Dyrektor Zarządu Cmentarza Bródzieńskiego – ukończył Technikum Kolejowe w 1979 r.
- Zbigniew Janas – działacz opozycji w czasach PRL, członek Komisji Krajowej NSZZ „Solidarność”, przez 4 kadencje (1989–2001) poseł na Sejm RP – ukończył Technikum Kolejowe w 1973 r.
- Aleksander Janowski (1866–1944) – krajoznawca, autor przewodników turystycznych, założyciel Polskiego Towarzystwa Krajoznawczego – absolwent Szkoły Technicznej Warszawsko-Wiedeńskiej Kolei Żelaznej z 1885 r.
- Stefan Jabłkowski (1863–1926) – przemysłowiec, jeden z założycieli spółki Dom Towarowy Braci Jabłkowskich
- Władysław Jabłoński (1872–1952) - inż. architekt, absolwent politechniki wiedeńskiej,  prezydent miasta stołecznego Warszawy w latach 1922-1927 -  ukończył Szkołę Techniczną Warszawsko-Wiedeńskiej Kolei Żelaznej z  1890 r.
- Dariusz Kuźmina – historyk, profesor nauk humanistycznych, wykładowca Uniwersytetu Warszawskiego, Prodziekan Wydziału Dziennikarstwa, Informacji i Bibliologii – Technikum Kolejowe ukończył w 1984 r.
- Mieczysław Łubiński (1921–2004) – inżynier, profesor nauk technicznych, rektor Politechniki Warszawskiej w latach 1970–1973 – ukończył Państwową Średnią Szkołę Techniczną Kolejową w 1939 r.
- Marek Moczulski – dziennikarz, autor publikacji o kolejach i zasłużonych kolejarzach – ukończył Technikum Kolejowe w 1970 r.
- Zenon Nowosz – lekkoatleta, sprinter, trzykrotny olimpijczyk, mistrz Europy z 1978 r. – ukończył Technikum Kolejowe w 1963 r.
- Lucyna Płużyczka – dziennikarka, reporterka i prezenterka, redaktorka Wiadomości w Radiu ZET, specjalistka od kultury – ukończyła Technikum Kolejowe w 1991 r.
- Władysław Podkowiński (1866–1895) – malarz
- Władysław Pytlasiński (1863–1933) – mistrz świata w zapasach
- Wacław Sieroszewski (1858–1945) – powieściopisarz, działacz polityczny, zesłaniec
- Jacek Sołtysiak – reżyser, aktor filmowy i dubbingowy, twórca seriali dla dzieci, absolwent warszawskiej PWST – ukończył Technikum Kolejowe w 1989 r.
- Bogumił Staniszewski (1924–1995) – inżynier mechanik, profesor a w latach 1969–1973 prorektor Politechniki Warszawskiej – ukończył w 1942 r. Państwową Szkołę Techniczno-Mechaniczną
- Ryszard Szczurowski – porucznik, pilot polskich sił powietrznych – 304 Dywizjonu Bombowego. Zginął zestrzelony przez Niemców nad Belgią w 1942 r. w wieku 27 lat – absolwent Państwowej Średniej Szkoły Technicznej Kolejowej z 1938 r.
- Ryszard Szymanik (1922–1970) – inżynier, generał brygady, profesor nadzwyczajny nauk technicznych, w latach 1965–1970 zastępca komendanta Wojskowej Akademii Technicznej w Warszawie – ukończył w 1942 r. Państwową Szkołę Techniczno-Mechaniczną
- Tomasz Traczyński – aktor teatralny i filmowy, absolwent warszawskiej PWST – ukończył Technikum Kolejowe w 1986 r.
- Bronisław Wardawy – inżynier, działacz „Solidarności”, autor książki o kolejarzach, którzy zginęli w Katyniu i innych miejscach kaźni na terenie Związku Sowieckiego – ukończył w 1963 r. pomaturalną Państwową Szkołę Techniczną Ministerstwa Komunikacji
- Aleksander Wist (1909–1976) –  technik, wynalazca i konstruktor, współtwórca  prototypu polskiego autobusu przegubowego Jelcz AP-02 - absolwent Państwowej Średniej Szkoły Technicznej Kolejowej z 1929 r.
- Marian Woronin – lekkoatleta, sprinter, wicemistrz olimpijski z 1980 r., mistrz Europy z 1978 r. – absolwent Technikum Kolejowego z 1977 r.
- Dariusz Zawiślak – grafik, scenograf, scenarzysta, reżyser, producent filmowy i telewizyjny – ukończył Technikum Kolejowe w 1992 r.

## Nauczyciele (m.in.)
- Michał Berkman (1823–1913) – powstaniec 1863 r., nauczyciel matematyki w latach 1875–1902, autor książki „Początki arytmetyki” (1884)
- Wacław Gniazdowski (1864–1938) – nauczyciel matematyki od 1898 r., inżynier, przez kilka lat kierował warsztatami szkolnymi, dyrektor szkoły w latach 1915–1929
- Zbigniew Korzybski (1923–2013) – nauczyciel przedmiotów zawodowych w latach 1960–1987, dyrektor szkoły w latach 1971–1987
- Wiktor Lisica (1919–1991) – nauczyciel przedmiotów zawodowych w latach 1951–1991, długoletni wicedyrektor 1959–1965, 1970–1980, 1984–1987 i dyrektor szkoły 1965–1970
- Zygmunt Noskowski (1846–1909) – nauczyciel muzyki i śpiewu w latach 1892–1895, kompozytor
- Stefan Ołdak (1904–1969) – inżynier, nauczyciel przedmiotów zawodowych w latach 1946–1959, kierownik Wydziału Dróg i Mostów w latach 1953–1955, lekkoatleta, uczestnik Igrzysk Olimpijskich w 1924 r.
- Michał Rozmysłowski (1854–1915) – nauczyciel fizyki i telegrafu w latach 1882–1908, autor niektórych haseł z fizyki i chemii w „Encyklopedii Ilustrowanej”
- Stanisław Szober (1879–1938) – nauczyciel języka polskiego, językoznawca, autor „Słownika poprawnej polszczyzny”
- Aleksander Uzarowicz (1891–1985) – nauczyciel przedmiotów zawodowych w latach 1944–1970, dyrektor szkoły w latach 1945–1965
- Mikołaj Wisznicki (1870–1954) – nauczyciel geografii i biologii, przyrodnik artysta plastyk, krajoznawca
- Jan Zydler (1867–1934) – nauczyciel matematyki